# Chaian
Chaian, trůnním jménem Sevesenre, dle Manehta Iannas byl egyptský faraon 15. dynastie. Doba a délka jeho vlády nejsou přesněji známy. Podle toho, jak jej pojmenoval Manehto, by se mohlo usuzovat, že je totožný se svým nástupcem Iensesem.
Byl to jeden z hyksóských králů, kteří Egypt obsadili po pádu Střední říše. Sídlil v mohutně opevněném městě Avaris a jeho jméno se zachovalo na množství památek, které se zachovaly na území Egypta od dob hyksóské nadvlády.[zdroj?] V době jeho vlády se s největší pravděpodobností nacházela hyksóská moc na svém vrcholu. Na rozdíl od ostatních hyksóských králů, kteří ovládali jen Dolní Egypt, si Chaian vynutil i závislost Horního Egypta, který mu musel odvádět povinnou daň.